# Johannes Maria Vianney
Jean Baptiste Marie Vianney of Johannes Maria Vianney (Dardilly (bij Lyon), 8 mei 1786 – Ars-sur-Formans, 4 augustus 1859) is een rooms-katholieke heilige. Tot aan zijn dood was hij gedurende 41 jaar priester van de parochie van het Franse dorpje Ars-sur-Formans, zodat hij ook bekend staat als de Pastoor van Ars.

## Leven
Jean-Marie groeide op als kind in een gewone boerenfamilie. Zijn kinderjaren hadden een sterke invloed op zijn geestelijke leven als priester. De devote geloofsbeleving van zijn ouders, vooral die van zijn moeder, gaf een rotsvast geloof aan deze eenvoudige boerenjongen. In het ouderlijk huis leerde hij te bidden en ook te zorgen voor de armen, doordat er dagelijks daklozen en armen uitgenodigd waren aan de familietafel.
In 1806 opende de pastoor Balley van Écully een klein seminarie, waar Jean-Marie ging studeren. Hij was een matige leerling, maar zijn priesterroeping werd vanwege zijn vroomheid niet betwijfeld. Hoewel hij niets van de Latijnse lessen begreep, werd hij uiteindelijk priester gewijd en als kapelaan naar Écully gestuurd. Toen pastoor Balley daar overleed, werd Jean-Marie Vianney benoemd in Ars-sur-Formans, een klein dorpje in de buurt van Lyon in het huidige departement Ain. In februari 1818, waarschijnlijk de 11de, kwam Jean-Marie Vianney aan in Ars. Daar wist hij door zijn preken, zijn vroomheid en zijn faam van heiligheid velen tot geloof en boetvaardigheid op te roepen. Hij bekommerde zich om de armen. Alles gaf hij weg. Alles geven en niets houden was zijn motto. Uit heel Frankrijk kwamen mensen om bij de Pastoor van Ars te kunnen biechten, hem een gunst of een raad te vragen. Hij stierf in Ars op 4 augustus 1859, na een leven van boete en gebed, zonder ooit zijn dagelijkse taken als priester en als pastoor te verwaarlozen.
Jean-Marie Vianney stond afwijzend tegenover pogingen hem te portretteren of in beeldhouwwerk te vereeuwigen, de van hem gemaakte afbeeldingen  noemde hij carnaval. Alleen toen de als vroom katholiek en als maker van treffende beeldhouwwerken bekend staande Émilien Cabuchet uit Bourg-en-Bresse zich in 1858 – in bezit van een bisschoppelijke aanbeveling – bij hem vervoegde was dat anders. Eerst werd ook hij weggestuurd, maar toen Vianney het door Cabuchet gemaakte wassen model had gezien, reageerde hij: Ja, dit is géén carnaval. Uiteindelijk schiep Cabuchet in 1865 een zeer gevoelig portret van hem in marmer, zie de afbeelding.

## Verering

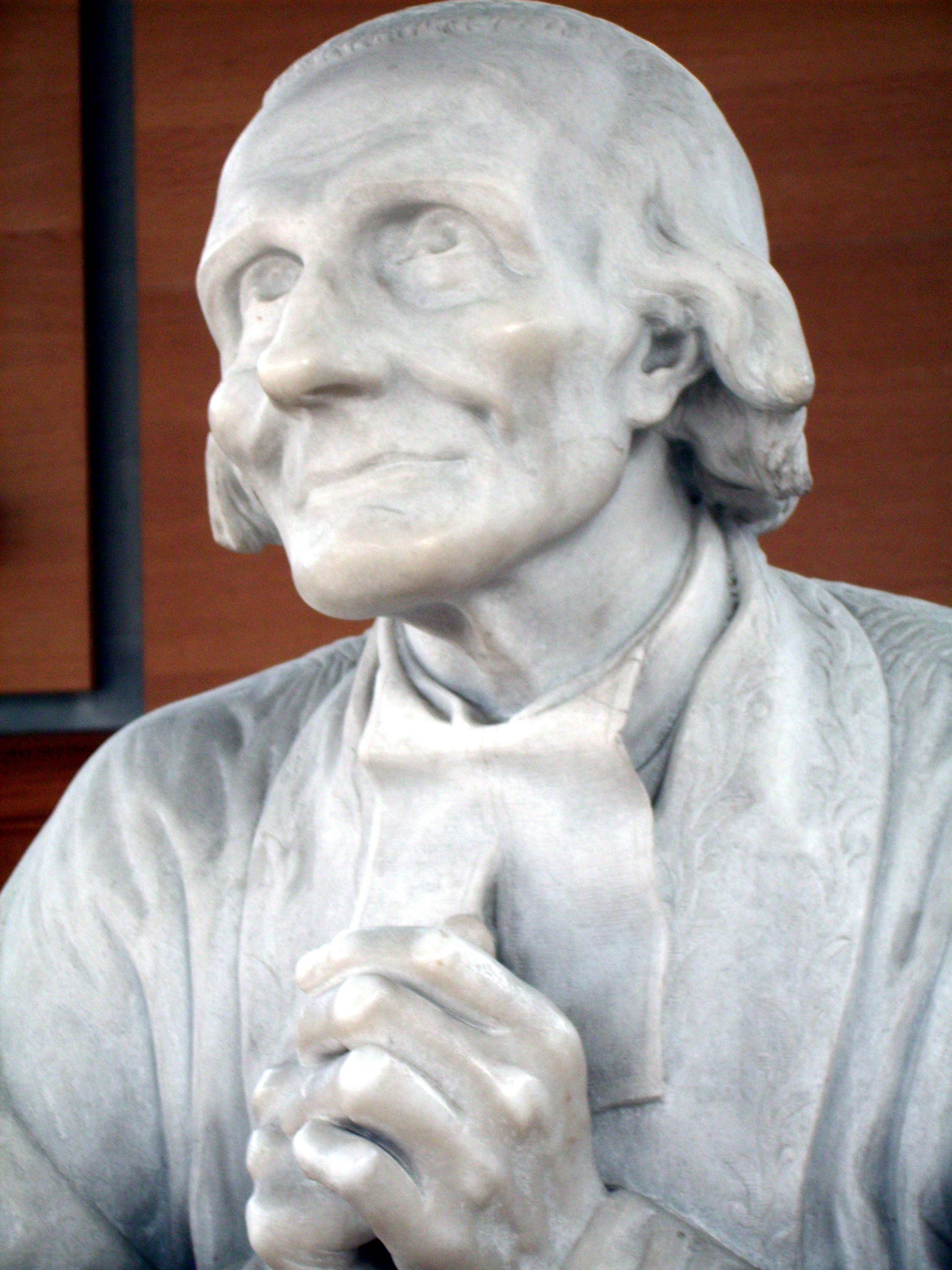
Monument Pastoor van Ars, in 1865 vervaardigd door Émilien Cabuchet

Jean-Marie Vianney werd in 1905 zalig verklaard en in hetzelfde jaar benoemd tot patroonheilige van alle priesters van Frankrijk door paus Pius X. In 1925 werd hij door paus Pius XI heilig verklaard. In 1929 werd hij uitgeroepen tot beschermheilige van alle parochiegeestelijken. 
Het lichaam van de heilige is nog geheel intact. Zijn relieken rusten in de basiliek van Ars-sur-Formans, die aan het einde van de negentiende eeuw te zijner ere is vastgebouwd aan de 12e-eeuwse parochiekerk. Al in 1862, enkele jaren na zijn dood, werd hieraan gewerkt. Zijn hart is daar opgeborgen in een apart schrijn in de hartkapel. De kerk werd gewijd aan de heilige Filomena, aan wie Vianney de wonderen toeschreef die op zijn voorspraak gebeurden.
De architect van de kerk, Pierre Bossan, was een bekeerling van Vianney en is voornamelijk bekend van de grote basiliek van Fourvière in Lyon. Een bezoek van paus Johannes Paulus II in 1986 bracht een internationaal seminarie tot stand, dat sinds 1988 tientallen seminaristen vormt aan de school van de Pastoor van Ars. 
De reliek van het hart is ook reeds op andere plaatsen geweest; zo was zij in Rome bij paus Benedictus XVI in mei 2005. Tijdens de maand augustus was ze in Keulen tijdens de Wereldjongerendagen. Het dorpje Ars-sur-Formans trekt honderdduizenden pelgrims per jaar.
De Pastoor van Ars wordt herdacht op 4 augustus, zijn sterfdag. In Nederland en België zijn een tiental Pastoor van Arskerken naar Johannes Vianney genoemd.

## Aan hem gewijde kerken in het Nederlands taalgebied
- Pastoor van Arskerk (Delft) (NL) (deels gesloopt en verbouwd tot woningen)
- Pastoor van Arskerk (Den Haag) (NL)
- Pastoor van Arskerk (Liesbos) in Lies (Breda) (NL) (niet meer als kerkgebouw in gebruik)
- Johannes Vianneykerk (Deventer) (NL) (niet meer als kerkgebouw in gebruik)
- Pastoor van Arskerk (Eindhoven) (NL) (niet meer als kerkgebouw in gebruik)
- Pastoor van Arskerk (Haarlem) (NL) (niet meer als kerkgebouw in gebruik)
- Sint-Joannes Vianneykerk (Heizijde), Lebbeke (B).
- Pastoor van Arskerk (Tilburg) (tot 1975), sinds 1977 bibliotheek en  Wijkcentrum 't Sant (NL)
- Sint-Joannes Vianneykerk (Wilrijk-Antwerpen) (B)
- Heilige Pastoor van Arskerk (De Mokker - Koekelare) (B)